# Отомо Сорин
Отомо Сорин Јошишиге (1530-1587) био је јапански великаш и војсковођа у периоду Сенгоку. Најмоћнији од јапанских великаша који је примио хришћанство током католичке мисије у Јапану (1549-1614).

## Биографија
Под његовим вођством, клан Отомо постао је накратко једна од најмоћнијих великашких породица на острву Кјушу. Године 1551. Јошишиге је победио Кикучи Јошимуне-а, а 1556. савладао је ратничке монахе из Усе. Године 1557. победио је Акизуки Кијотанеа и освојио његове земље у провинцији Чикузен, а затим је ратовао против клана Мори, господара западног Хоншуа. Године 1562. је обријао главу и примио монашки чин, узевши будистичко име Сорин. Године 1569. успешно је одбранио замак Тачибана од клана Мори. Године 1578. примио је хришћанство (наводно по наговору своје хришћанске конкубине), и провео је остатак живота у борби против клана Шимазу, косподара јужног Кјушуа. Ту је страховито потучен у бици код Мимигаве (1578). Поражен од клана Шимазу, позвао је у помоћ Тојотоми Хидејошија, чији ће поход на Кјушу (1587) донети крај независности великаша на острву Кјушу. Наследио га је син, Отомо Јошимуне

### Најважније битке
- Битка за замак Моџи (1557-1561)
- Битка код Имајаме (1570)
- Битка код Мимигаве (1578)